# 因幡はねる
因幡 はねる（いなば はねる）は、ウサギをモチーフとした日本のバーチャルYouTuber。所属事務所は774inc.が運営する「ななしいんく」。

## 来歴
2018年6月9日にYouTubeにデビューし、12月1日に放送された『のとく番〜アイは世界を繋ぐ〜』の番組内で開催された『バーチャルYouTuberランキング2018』では4位に選ばれた。
2019年8月19日にYouTubeのチャンネル登録者数が10万人を突破する。
2022年3月30日にプロ雀士と配信者による麻雀の団体リーグ戦「神域Streamerリーグ」にて、松本吉弘（渋谷ABEMAS）監督よりBランク帯選手としてのドラフト一位指名を受け、「チームヘラクレス」のメンバーとして出場する。10月28日にはInstagramアカウントを開設し、愛犬の写真や動画の他、番組出演情報などを投稿している。
2023年1月20日から自身初の冠ラジオ番組で、774inc.や有閑喫茶あにまーれとしても初の冠番組となる『因幡はねるの独占タイム』の配信がAuDeeにて開始される。2月1日に有限会社十勝スローフードにより、同社の牛とろフレークの魅力を世界に発信する牛とろ親善大使に一年間の任期で任命された。
同年3月21日、運営元企業である774inc.が有閑喫茶あにまーれを含めた自社に所属する全てのグループ・タレントを「ななしいんく」へ統合したことに伴い、ななしいんく所属となった。3月31日に「神域リーグ2023」のドラフト会議にて、前年に続き「チームヘラクレス」より一位指名を受け、2年連続の出場が決定。4月28日に早期の子宮体癌が見つかったことを自身の配信で公表し、7月5日には1週間ほど配信活動を停止し、摘出手術を受けることを自身のTwitterで発表した。なお、ラジオ等は事前収録済みのためスケジュール通りに配信される。

## 出演

### テレビ番組
- キズナアイのばん組（2018年9月27日、BS日テレ[19]）
- のとく番〜アイは世界を繋ぐ〜（2019年12月1日[20]、BS日テレ)
- 超人女子戦士 ガリベンガーV→謎解き戦士!ガリベンガーV（2020年12月10日[21]、2021年4月10日[22]、2022年1月8日[23]、1月22日[24]、9月15日[25]、10月29日[26]、11月5日[27]、2023年4月1日[28]、5月6日[29]、10月5日[30]、10月12日[31]、2024年3月21日[32]、4月11日[33]、テレビ朝日）
- 熱闘!Mリーグ（2022年10月23日[34]、12月18日[35]、2023年3月5日[36]、2024年5月5日[37]、テレビ朝日、ABEMA[38]）

### ラジオ番組
- 飯田里穂の推し活推進部！（2022年11月13日[39][40]、11月16日[41]、11月20日[42][43]、11月23日[44]、TOKYO FM、AuDeeプレミアム）
- WAI WAI Groovin'（2022年11月17日、FM GUNMA）[45][46]
- 伊織もえのCHUCHUチューズデイ（2022年11月22日、InterFM）[47]
- B-SIDE WAVE（2022年11月23日、RADIO BERRY）[48]
- 根本凪のシャカリキごじゃっぺラジオ（12月4日、LuckyFM茨城放送）[49]
- MIOCHINのラジオノセカイ（2022年12月6日、InterFM）[50][51]
- ジェネZZ（2022年12月13日、bayFM）[52]
- SESSION!~AYAME EDITION~（2022年12月19日、Datefm）[53]
- ドミきゅん（2022年12月21日、AIR-G'）[54]
- 因幡はねるの独占タイム（2023年1月20日 - 、AuDee） - メインMC[55]
- AuDee TREND（2023年1月21日、TOKYO FM）[56]
- 藤井アユ美のあゆゆ カフェ（2023年1月28日[57][58]、2月4日[59]、FM FUJI）

### インターネット番組
- VTuber 魔法のリムジン Tokyo 1day Trip（2022年3月28日 - 4月11日、Spotify）[60]

### ゲーム
- 暁のブレイカーズ（2019年7月11日 - 8月29日）[61]
- Poker Chase（2022年5月10日 - 5月31日）[62]

### イベント開催
2018年
- 秋フェス × エンタス presents 因幡はねる「因の者オフ会」（2018年11月16日、秋葉原エンタス）

2019年
- VTuberLand2019 upd8 WEEK 〜うるとらすーぱーでらっくす〜（9月14日 - 9月22日、よみうりランド）
- あにまーれ VS ハニーストラップ よみうりランド大決戦（9月14日、よみうりランド内「日テレらんらんホール」）
- 因の者オフ会 第二陣 -大願成就- inサンリオピューロランド（11月10日、サンリオピューロランド）

2020年
- あにまーれにあつまーれ 1集目 -季節外れの大運動会-（2月8日、109シネマズ川崎、109シネマズ大阪エキスポシティ、秋葉原エンタス）
- ななしふぇす どぅーいっと『第1部・あにまーれと どぅーいっと!』（12月19日、SPWN）

2021年
- 因幡はねる誕生日イベント #はねたん -因幡組の年間行事-（2021年3月6日、SPWN）
- あにまーれにあつまーれ2集目-超獣歌合戦- （2021年6月19日、SPWN）

2022年
- AniMare 4th Anniversary -あにまーれ学園祭！-（2022年6月18日、SPWN）
- ななしふぇす2022"JUMP!"（2022年12月3日 立川ステージガーデン、SPWN）

2023年
- 因の者オフ会 ～絶対ガチ恋宣言～ -（2023年3月25日 サンリオピューロランド、SPWN）

### イベント参加
2019年
- TUBEOUT! COUNTDOWN（2021年3月21日、SPWN）

2020年
- Life Like a Live！（2020年8月29日、ニコニコ動画、SPWN、SHOWROOM、ミクチャ、bilibili動画）

2021年
- バーチャルユニットフェス「VILLS」vol.2（2021年3月21日、SPWN）
- ガリベンガーV 2周年記念イベント（2021年4月29日、EXシアター六本木） - VTR出演
- TUBEOUT!FES -2021 SUMMER-（2021年8月29日、SPWN）
- TIF - TOKYO IDOL FESTIVAL 2021 Day2（2021年10月2日、配信限定ステージ）
- SANRIO Virtual Fes in Sanrio Puroland Day2（2021年12月12日、SPWN・VRChat・Door）
- バーチャルユニットフェス「VILLS」vol.3 Day1（2021年12月18日、SPWN）

2022年
- 3rd Anniversary ガリベンガーV 超感謝祭 〜英二と君と僕の未来〜（2022年2月20日、豊洲PIT、テレ朝動画） - ゲスト出演
- SNSマーケ&コンテンツサミット（2022年2月24日-26日、オンライン開催） - ゲスト出演
- VTuber Fes Japan 2022（2022年4月29日、幕張メッセ、ニコニコ動画）  - ゲスト出演
- Summer Voyage!!（2022年7月2日、SPWN、ニコニコ動画） - ゲスト出演

2023年
- SANRIO Virtual Festival 2023（2023年1月21日、SPWN） - ゲスト出演
- VTuber Fes Japan 2023（2023年4月30日、幕張メッセ、ニコニコ動画) - ゲスト出演
- 雷漢戦 in WGS（2023年8月5日-6日、愛知県国際展示場）- プレイヤー出演、優勝

### MV
- HIMEHINA『愛包ダンスホール』（2023年12月）[92]
- HIMEHINA『V』（2025年6月）[93]

## 漫画
- 因幡はねるのハネマン麻雀（漫画：菅野航、モデル：因幡） - 竹書房『近代麻雀』2021年5月号より連載[94]。

## 文筆

### 雑誌
- このマンガがすごい!2023[95] - 漫画レビュー寄稿[96]。

### Web連載
- 因幡はねるの #更新予報（2023年2月26日 - 、WEBメディアQuizKnock）[97]

### 著書
- VTuber×Mリーガー 上達レッスン 最速で強くなる麻雀 (共著:松本吉弘、2024年3月28日、KADOKAWA） ISBN 978-4046067777

## タイアップ

### コラボレーション
- ポムポムプリン（2019年） - コラボ企画・コラボグッズの販売[98][99]。
- ポムポムプリンカフェ（2020年3月1日 - 3月31日） - 実施店舗：原宿・横浜・梅田[100]
- VTuberチップス2（2020年6月29日 eStream）[101]
- FamilyMartVision（2022年6月28日 ファミリーマート）[102]
- 大阪駅桜橋口の地下通路交通広告（2022年8月15日 - 8月28日 JR西日本）[103]
- 774inc.×GiGOキャンペーン開催（2023年1月7日 - 2月5日 GiGO）[104]
- エキナケアのど飴コラボ商品販売（2023年3月13日、松浦薬業株式会社）[105]
- FamilyMartVision（第二弾）（2023年4月11日 ファミリーマート）[106]

### 楽曲起用
| 起用年 | 楽曲     | タイアップ                                              |
| ------ | -------- | ------------------------------------------------------- |
| 2022年 | 独占予報 | テレビ朝日「musicる TV」12月のテーマソング/オープニング |
| 2022年 | 独占予報 | スマホゲーム「D4DJ Groovy Mix」楽曲実装                 |

## ディスコグラフィ

### シングル
| タイトル           | 発売日         | 規格     |
| ------------------ | -------------- | -------- |
| 黄色いラビリンス   | 2019年11月10日 | 音楽配信 |
| 独占予報           | 2022年11月20日 | 音楽配信 |
| Met you! Meet you! | 2024年3月3日   | 音楽配信 |